# Božići (gmina Srebrenica)
Božići (cyr. Божићи) – wieś w Bośni i Hercegowinie, w Republice Serbskiej, w gminie Srebrenica. W 2013 roku liczyła 59 mieszkańców.